# 埃里約河
埃里約河（法語：Eyrieux，法語發音：[eʁjø]）是法國的河流，屬於罗讷河的右支流，河道全長83公里，發源自塞文山脈北部山腳，河口處在罗讷河畔拉武尔特。

## 外部連結
- http://www.geoportail.fr（页面存档备份，存于）
- Sandre数据库中的埃里约河